# Chambourcy
Chambourcy – miejscowość i gmina we Francji, w regionie Île-de-France, w departamencie Yvelines.
Według danych na rok 1990 gminę zamieszkiwały 5163 osoby, a gęstość zaludnienia wynosiła 656 osób/km² (wśród 1287 gmin regionu Île-de-France Chambourcy plasuje się na 323. miejscu pod względem liczby ludności, natomiast pod względem powierzchni na miejscu 496.).